# 임지효
임지효(1985년 5월 5일 ~ )는 대한민국의 레이싱 모델이다.

## 경력
- 2009년 서울모터쇼 GM 모델
- 2009년 CJ 오 슈퍼레이스 챔피언십 홍보대사
- 2010년 CJ 오 슈퍼레이스 챔피언십 홍보대사
- 2010년 5월 서울국제모터쇼 레이싱모델
- 2010년 7월 CJ헬로넷 슈퍼레이스 모델
- 2010년 10월 CJ티빙닷컴 슈퍼 챔피언십 4전모델
- 2011년 서울모터쇼 레이싱모델
- 2012년 부산모터쇼 레이싱모델

## 에어전시모델
- 2009년 서울오토살롱 레이싱모델
- 2011년 태백레이싱파크 레이싱모델
- 2011년 일산킨텍스 레이싱모델